# Luc Recordon

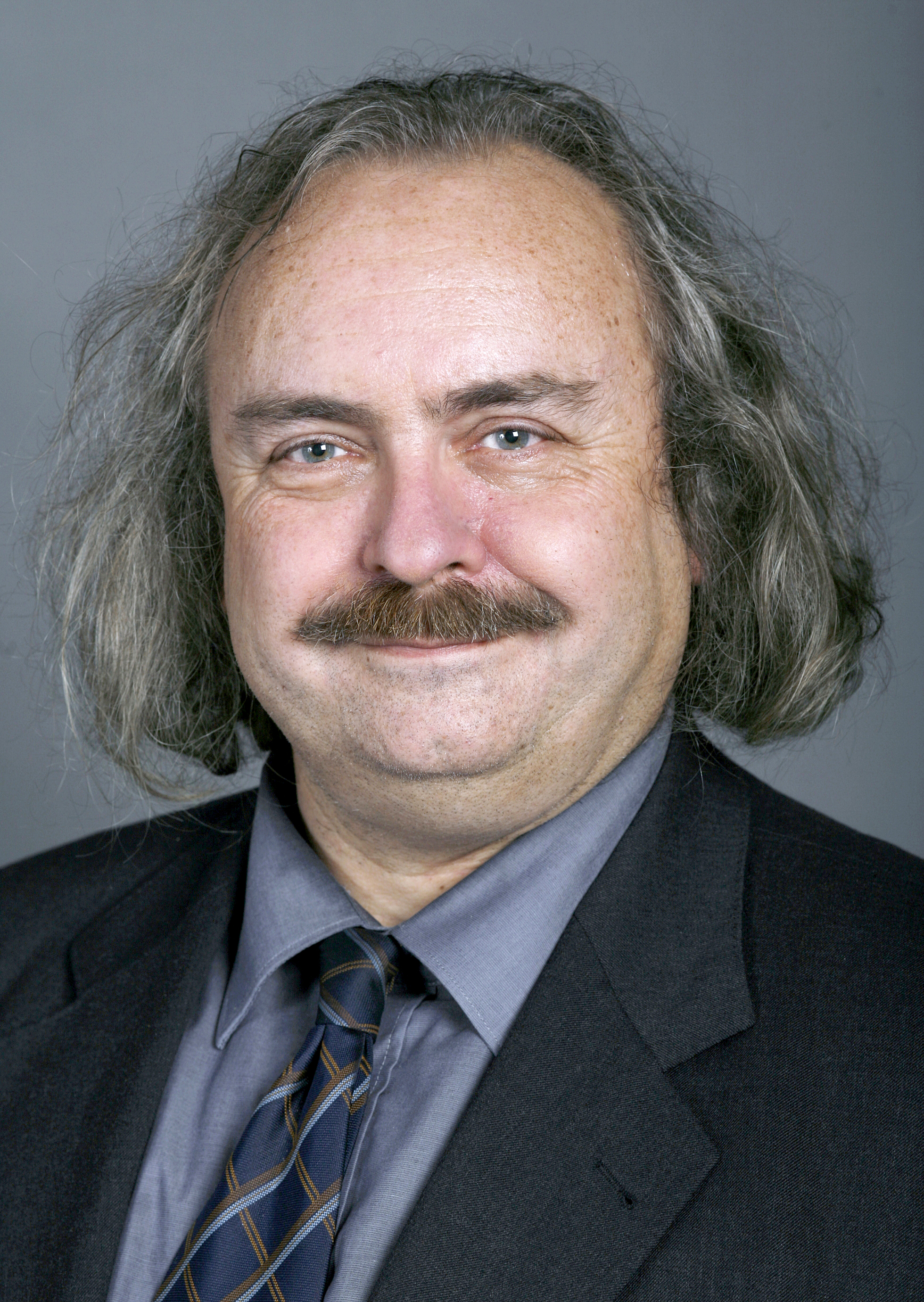
Luc Recordon

Luc Recordon (* 20. September 1955 in Pully, Kanton Waadt) ist ein Schweizer Politiker (Grüne). Er war von 2007 bis 2015 Mitglied des Ständerats.
Von März 1990 bis November 2003 gehörte Recordon dem Grossen Rat des Kantons Waadt an. Er war Mitglied des Verwaltungsrats der Waadtländer Kantonalbank. Seit 1990 ist er Mitglied der Gemeindeexekutive von Jouxtens-Mézery bei Lausanne. Recordon war von den Nationalratswahlen 2003 bis 2007 Nationalrat. Im zweiten Wahlgang der Ständeratswahl im Kanton Waadt am 11. November 2007 konnte Recordon den Sitz der abtretenden Christiane Langenberger (FDP) mit 86'350 Stimmen für sich gewinnen.
Am 23. November 2007 gab die Grüne Fraktion bekannt, Luc Recordon gegen Bundesrat Christoph Blocher für die Bundesratswahlen im Dezember 2007 antreten zu lassen. Diese Kandidatur wurde von der Delegiertenversammlung der Grünen am 1. Dezember 2007 deutlich bestätigt. Wie angekündigt, zog Recordon die Kandidatur bei den Wahlen schliesslich zurück, als sich abzeichnete, dass Eveline Widmer-Schlumpf eine Chance gegen Christoph Blocher haben würde.
Für die Bundesratswahl 2008 wurde Recordon von der grünen Fraktion erneut als Kandidat aufgestellt. Nach dem 1. Wahlgang gab er die Suspendierung seiner Kandidatur bekannt und rief zur Wahl von Hansjörg Walter auf.
Bei den Eidgenössischen Wahlen 2015 erreichte Recordon am 18. Oktober den 2. Platz, verfehlte jedoch das absolute Mehr. Im zweiten Wahlgang am 8. November 2015 unterlag er dem FDP-Kandidaten Olivier Français. Zwar hätte sein Wahlergebnis für einen Sitz im Nationalrat gereicht; Recordon verzichtete allerdings zugunsten der bisherigen Adèle Thorens Goumaz und gab seinen Rücktritt aus der nationalen Politik bekannt.
Recordon kam infolge einer seltenen genetischen Anomalie (Holt-Oram-Syndrom) mit verkümmerten Schienbeinen zur Welt und geht auf zwei Prothesen.
Er ist Ingenieur EPFL sowie Dr. iur. und Rechtsanwalt mit eigener Kanzlei.